# Feuchtgebiet Westgroßefehn
Das Feuchtgebiet Westgroßefehn ist ein ehemaliges Naturschutzgebiet in der niedersächsischen Gemeinde Großefehn im Landkreis Aurich.
Das ehemalige Naturschutzgebiet mit dem Kennzeichen WE 147 ist 8 Hektar groß. Es ist fast vollständig Bestandteil des FFH-Gebietes „Fehntjer Tief und Umgebung“ und des EU-Vogelschutzgebietes „Fehntjer Tief“. Im Osten grenzte es an das ehemalige Naturschutzgebiet „Flumm-Niederung“, im Westen an das ehemalige Naturschutzgebiet „Fehntjer Tief-Nord“. Das Gebiet stand seit dem 24. Dezember 1983 unter Naturschutz. Zum 15. Mai 2021 ging es im neu ausgewiesenen Naturschutzgebiet „Fehntjer Tief und Umgebung Nord“ auf. Zuständige untere Naturschutzbehörde war der Landkreis Aurich.
Das ehemalige Naturschutzgebiet, das unmittelbar westlich von Westgroßefehn liegt und im Norden an den Nordarms des Fehntjer Tiefs grenzt, ist ein Feuchtbiotop aus zweiter Hand. Es wurde als Rückzugsraum für bedrohte Tier- und Pflanzenarten angelegt und sollte auch als Beobachtungs- und Forschungsobjekt für ökologische Zusammenhänge und Entwicklungen dienen. 